# Ronde van Italië 2011/Derde etappe
De derde etappe van de Ronde van Italië 2011 werd op 9 mei 2011 verreden. Het was een heuvelachtige rit over een afstand van 178 km tussen Reggio Emilia en Rapallo.

## Verloop van de etappe

### De Etappe
Na een heuvelachtige rit was er vlak voor het einde nog een klein klimmetje waar een kopgroepje ontstond. Ángel Vicioso won de etappe nadat hij in een sprint van vijf man David Millar, Pablo Lastras, Daniel Moreno en Christophe Le Mével. De podiumceremonie werd afgelast nadat het nieuws met betrekking tot Wouter Weylandt de finishplaats bereikte.

### Overlijden Wouter Weylandt
Het relaas van deze etappe wordt volledig beheerst door het ongeval waarbij de 26-jarige Belgische renner Wouter Weylandt om het leven kwam. Hij kwam op 25 kilometer van de eindstreep, tijdens de afdaling van de Passo del Bocco, ten val. Diverse reanimatiepogingen en overbrenging per helikopter naar een hospitaal mochten niet baten.
Naar verluidt was Wouter Weylandt op slag dood. Dit is later door verschillende bronnen bevestigd, met daarbij het nieuws dat een schedelbreuk hem fataal zou zijn geworden. In 2010 had Wouter Weylandt nog de derde etappe in de Giro gewonnen.

## Uitslagen
| Reggio Emilia-Rapallo 178 km |                     |                     |          |
| Plaats                       | Naam                | Ploeg               | Tijd     |
| Winnaar                      | Angel Vicioso       | Androni Giocattoli  | 3u57'38" |
| 2                            | David Millar        | Team Garmin-Cervélo | z.t.     |
| 3                            | Pablo Lastras       | Team Movistar       | z.t.     |
| 4                            | Daniel Moreno       | Team Katusha        | z.t.     |
| 5                            | Christophe Le Mével | Team Garmin-Cervélo | z.t.     |
| 6                            | Bram Tankink        | Rabobank            | + 0'12"  |
| 7                            | Jérôme Pineau       | Quick Step          | z.t.     |
| 8                            | Sacha Modolo        | Colnago-CSF Inox    | + 0'21"  |
| 9                            | Fabio Taborre       | Acqua & Sapone      | z.t.     |
| 10                           | Matteo Montaguti    | Ag2r-La Mondiale    | z.t.     |
|                              |                     |                     |          |
| 15                           | Jan Bakelants       | Omega Pharma-Lotto  | + 0'21"  |

| Algemeen klassement |                     |                     |           |
| Plaats              | Naam                | Ploeg               | Tijd      |
| Roze trui           | David Millar        | Team Garmin-Cervélo | 10u04'29" |
| 2                   | Angel Vicioso       | Androni Giocattoli  | + 0'07"   |
| 3                   | Kanstantsin Siwtsow | Team HTC-High Road  | + 0'09"   |
| 4                   | Marco Pinotti       | Team HTC-High Road  | z.t.      |
| 5                   | Craig Lewis         | Team HTC-High Road  | z.t.      |
| 6                   | Christophe Le Mével | Team Garmin-Cervélo | + 0'12"   |
| 7                   | Alessandro Petacchi | Lampre-ISD          | + 0'13"   |
| 8                   | Pablo Lastras       | Team Movistar       | + 0'18"   |
| 9                   | Jaroslav Popovytsj  | Team RadioShack     | + 0'19"   |
| 10                  | Tiago Machado       | Team RadioShack     | z.t.      |
|                     |                     |                     |           |
| 12                  | Bram Tankink        | Rabobank            | + 0'26"   |
| 13                  | Jan Bakelants       | Omega Pharma-Lotto  | + 0'29"   |

## Nevenklassementen
| Puntenklassement |                     |                     |        |
| Plaats           | Naam                | Ploeg               | Punten |
| Rode trui        | Alessandro Petacchi | Lampre-ISD          | 28     |
| 2                | Angel Vicioso       | Androni Giocattoli  | 25     |
| 3                | David Millar        | Team Garmin-Cervélo | 20     |
|                  |                     |                     |        |
| 13               | Bram Tankink        | Rabobank            | 10     |
| 22               | Jan Bakelants       | Omega Pharma-Lotto  | 5      |

| Bergklassement |                     |                     |        |
| Plaats         | Naam                | Ploeg               | Punten |
| Groene trui    | Gianluca Brambilla  | Colnago-CSF Inox    | 5      |
| 2              | Christophe Le Mével | Team Garmin-Cervélo | 3      |
| 3              | Sebastian Lang      | Omega Pharma-Lotto  | 3      |
|                |                     |                     |        |
| 7              | Bart De Clercq      | Omega Pharma-Lotto  | 2      |

| Jongerenklassement |                   |                     |           |
| Plaats             | Naam              | Ploeg               | Tijd      |
| Witte trui         | Jan Bakelants     | Omega Pharma-Lotto  | 10u05'58" |
| 2                  | Eros Capecchi     | Liquigas-Cannondale | + 0'02"   |
| 3                  | Diego Ulissi      | Lampre-ISD          | + 0'04"   |
|                    |                   |                     |           |
| 4                  | Dennis van Winden | Rabobank            | + 0'06"   |

| Ploegenklassement |                     |           |
| Plaats            | Ploeg               | Tijd      |
| 1                 | Team Garmin-Cervélo | 29u31'38" |
| 2                 | Team HTC-High Road  | + 0'18"   |
| 3                 | Team RadioShack     | + 0'28"   |

1e etappe ·
2e etappe ·
3e etappe ·
4e etappe ·
5e etappe ·
6e etappe ·
7e etappe ·
8e etappe ·
9e etappe ·
10e etappe ·
11e etappe ·
12e etappe ·
13e etappe ·
14e etappe ·
15e etappe ·
16e etappe ·
17e etappe ·
18e etappe ·
19e etappe ·
20e etappe ·
21e etappe
Startlijst · Eindstanden · Afbeeldingen